# Steve Fairbairn

Steve Fairbairn (Toorak, Melbourne, Australia, 25 de agosto de 1862-Londres, Reino Unido, 16 de mayo de 1938) fue un remero e influyente entrenador de remo en el Jesus College Boat Club, la Universidad de Cambridge, el Club de Remo Támesis y el club de remo de Londres durante las primeras décadas del siglo XX, y fundador de la "Head of the River Race" en el año 1925.

## Primeros años
Fairbairn nació en Toorak, Melbourne, Australia, hijo de George Fairbairn (1815–1895). Fairbairn estudió en el colegio Wesley en Melbourne y la escuela Geelong de Gramática, donde destacó como buen jugador de fútbol australiano y de Críquet.

## Su carrera en remo
Mientras estudiaba Leyes en el Jesus College de Cambridge, Fairbairn remó por su universidad en la Regata Oxford-Cambridge, en 1882, 1883, 1886 y 1887. Habitualmente también competía con el club de remo del Jesus College obteniendo buenos resultados en las regatas Universitarias de persecución de Cambridge y en la ya tradicional Regata Henley, donde ganaron la "Grand Challenge Cup", el premio entregado al ganador de la regata en ocho con timonel. Más tarde empezó a remar con el club de remo Támesis de Londres.

## Fairbairnismo
Fairbairn proponía a sus equipos la técnica de desplazar más el carro en su movimiento de popa a proa con el objetivo de aplicar más fuerza con las piernas en la propulsión de la embarcación. Fairbairn se había percatado de que el secreto de las muchas victorias del campeón del mundo Ned Hanlan no era tanto el uso de una palada larga como el mayor y más eficiente uso de sus piernas durante la palada, ya que éstas son el grupo muscular más fuerte del cuerpo. Por eso mismo, también trató siempre de implantar en las embarcaciones reíles de mayor longitud para poder extender más las piernas.Las observaciones de Fairbairn hicieron que se desarrollara un nuevo estilo de remo revolucionario con lo anterior, que es el llamado estilo ortodoxo. Se empieza a implantar en el mundo el estilo Fairbairn, que se caracteriza por un el concurrente de las piernas, espalda y brazos durante la palada, el primero que usa unas nociones teóricas y prácticas con el objeto de maximizar el rendimiento y la velocidad del bote y no tanto la estética en la remada.
También fue de los primeros entrenadores en insistir en que los remeros no deben obsesionarse excesivamente en posicionar sus cuerpos según estrictas y rígidas posiciones sino que, en cambio, debían centrarse en el movimiento de la pala en el agua, creando un movimiento fluido y armónico, sin brusquedades. Su filosofía se basaba en que, el remo, cuando se hace bien, debe ser una experiencia sumamente placentera.
Todas estas características de su estilo están referidas como "Fairbairnismo" o estilo Fairbairn. Aún existe el debate entre entrenadores e historiadores de remo de si el estilo Fairbairn se describe mejor como un estilo de remar o como una filosofía de entrenar.

## Influencia
Fairbairn fue un iconoclasta con fuertes puntos de vista y un gran carisma. Las opiniones sobre él y sus métodos tendían a ser extremas. Fairbairn las correspondía ampliamente, escribiendo cuatro volúmenes sobre entrenamiento y sus puntos de vista fueron poco a poco adoptados por muchos entrenadores a lo largo de todo el mundo. Durante los años 20 y los 30, muchos entrenadores ya completamente seguían su liderazgo. Aun así, otros pensaban que Fairbairnismo era algo que destruía los principios del "estilo ortodoxo" inglés. Pero poco a poco, sus detractores fueron disminuyendo porque simplemente, el nuevo estilo ganaba más veces al antiguo. El cisma entre "Estilo Ortodoxo" y "Fairbairnismo" prácticamente había desaparecido para los años 40. Los libros de Fairbairn fueron recopilados y reimprimidos en 1951 y posteriormente en 1990.

## Entrenamientos y regatas de larga distancia (Head races)
Fairbairn era un firme defensor de los beneficios de los entrenamientos de larga distancia (o remo continuo), su filosofía era que «los kilómetros hacen campeones» (milleage makes champions). De tal forma, él mismo desarrolló el concepto de "head race", una competición de larga distancia contra el reloj, que marcara el final de la temporada de entrenamientos de invierno, obligando a los equipos a entrenar la larga distancia en esos periodos.
En 1926 fundó la Head of the River Race, una regata anual para ochos con timonel disputada en el curso del Río Támesis en Londres. Del mismo modo, donó un trofeo para disputar en otra regata a celebrar anualmente en el Río Cam. "La Copa Fairbairn" (conocida coloquialmente como "Fairbairns") es la regata anual que se celebra el primer jueves y viernes después del final del primer trimestre o "Michaelmas" de la Universidad de Cambridge (típicamente a principios de diciembre). La regata está organizada por el club de remo del Jesus College en Cambridge.

## Memorial

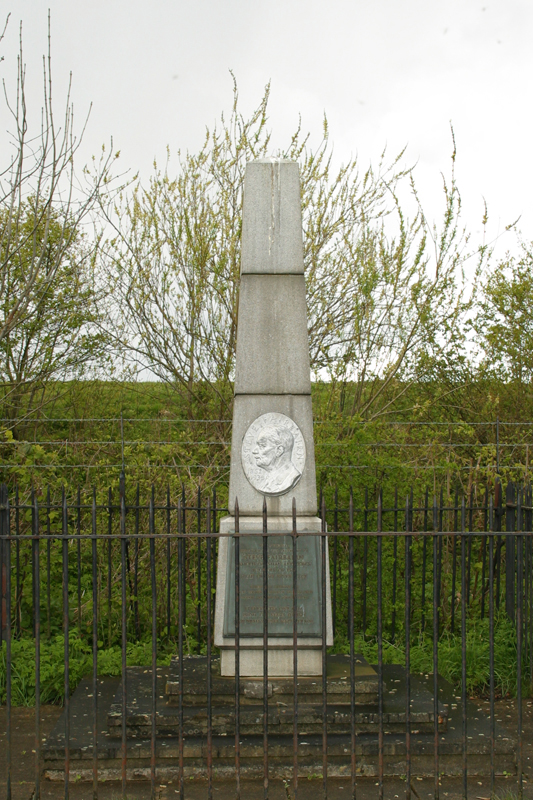
"Mile Post" que conmemora Steve Fairbairn a orillas del Támesis

Fairbairn murió en Londres el 16 de mayo de 1938. Sus cenizas descansan bajo la capilla del Jesus College. Un retrato de James Quinn cuelga en la universidad, el cual tiene un duplicado de que cuelga en la casa de botes del Club de Remo Támesis en Putney.
Fairbairn se casó con Eleanor Sharwood, hija de Sydney Sharwood, el 18 de noviembre de 1891 en Toorak, Melbourne, Victoria. Tuvieron dos hijos, de los cuales Ian Fairbairn fue un remero Olímpico. Fairbairn era también el tío de George Eric Fairbairn que ganó una medalla de plata en remo en los Juegos Olímpicos de 1908.
Un monumento conmemorativo de Fairbairn está situado en la ribera sur del Támesis entre Putney y Hammersmith. Este monumento, un obelisco de piedra popularmente conocido como "Mile Post", o "hito kilométrico", está exactamente a una milla de Putney, fin del campo de regatas. En la Regata Oxford-Cambridge y en la Wingfield Sculls el "Mile Post" es un punto oficial de toma de tiempo y marca una milla desde la llegada de la "Head of the River".
Un busto de bronce de Fairbairn creado por George Drinkwater es el trofeo del ganador Head of the River Race (HoRR). En 2010 Fairbairn fue introducido en el salón de la fama del Rowing Victoria.